# Komitet Wyborczy partii politycznej
Komitet Wyborczy partii politycznej (KW) – jeden z trzech (obok Koalicyjnego Komitetu Wyborczego i Komitetu Wyborczego Wyborców) rodzajów komitetów wyborczych występującym w polskim systemie politycznym kierowany przez partię polityczną. Próg wyborczy dla KW wynosi (w skali kraju) 5% wszystkich głosów.

## Przykłady

### Wybory parlamentarne
- Komitet Wyborczy Prawo i Sprawiedliwość[a][7].
- Komitet Wyborczy Nowa Lewica[7].

### Wybory samorządowe
- Komitet Wyborczy Bezpartyjni Samorządowcy[8].
- Komitet Wyborczy Konfederacja Propolska[8].

### Wybory do Parlamentu Europejskiego
- Komitet Wyborczy Alternatywa Społeczna[9].